# خط طول 28° شرق
خط طول 28° شرق هو أحد خطوط الطول الجغرافية، والتي تمتد من القطب الشمالي الجغرافي إلى القطب الجنوبي الجغرافي، وحسب التحويل الزمني يتقدم خط طول 28° شرق عن خط غرينتش بـ1 ساعات و52 دقيقة.

## من القطب إلى القطب
ينطلق خط طول 28° شرق من القطب الشمالي نحو القطب الجنوبي مرورا بالمناطق التي ترد في الجدول التالي:
| الإحداثيات                         | البلد أو الإقليم أو البحر   | ملاحظات                                                                                               |
| ---------------------------------- | --------------------------- | --- |
| 90°0′N 28°0′E / 90.000°N 28.000°E  | المحيط المتجمد الشمالي      | |
| 80°12′N 28°0′E / 80.200°N 28.000°E | النرويج                     | Island of Storøya, سفالبارد                                                                           |
| 80°3′N 28°0′E / 80.050°N 28.000°E  | بحر بارنتس                  | |
| 78°52′N 28°0′E / 78.867°N 28.000°E | النرويج                     | Island of Kongsøya, سفالبارد                                                                          |
| 78°50′N 28°0′E / 78.833°N 28.000°E | بحر بارنتس                  | |
| 71°4′N 28°0′E / 71.067°N 28.000°E  | النرويج                     | |
| 70°1′N 28°0′E / 70.017°N 28.000°E  | فنلندا                      | |
| 60°40′N 28°0′E / 60.667°N 28.000°E | روسيا                       | لينينغراد أوبلاست                                                                                     |
| 60°30′N 28°0′E / 60.500°N 28.000°E | بحر البلطيق                 | خليج فنلندا                                                                                           |
| 59°26′N 28°0′E / 59.433°N 28.000°E | إستونيا                     | |
| 59°17′N 28°0′E / 59.283°N 28.000°E | روسيا                       | لينينغراد أوبلاست بسكوف أوبلاست — from 59°2′N 28°0′E / 59.033°N 28.000°E, passing through بحيرة بيبوس |
| 56°40′N 28°0′E / 56.667°N 28.000°E | لاتفيا                      | |
| 56°7′N 28°0′E / 56.117°N 28.000°E  | بيلاروس                     | |
| 51°34′N 28°0′E / 51.567°N 28.000°E | أوكرانيا                    | |
| 48°19′N 28°0′E / 48.317°N 28.000°E | مولدوفا                     | |
| 47°2′N 28°0′E / 47.033°N 28.000°E  | رومانيا                     | |
| 43°51′N 28°0′E / 43.850°N 28.000°E | بلغاريا                     | |
| 41°13′N 28°0′E / 41.217°N 28.000°E | البحر الأسود                | |
| 42°3′N 28°0′E / 42.050°N 28.000°E  | بلغاريا                     | For about 8 km                                                                                        |
| 41°59′N 28°0′E / 41.983°N 28.000°E | تركيا                       | 109 km تراقيا                                                                                         |
| 41°1′N 28°0′E / 41.017°N 28.000°E  | بحر مرمرة                   | 61 km.                                                                                                |
| 40°30′N 28°0′E / 40.500°N 28.000°E | تركيا                       | 385 km. أناضول                                                                                        |
| 37°2′N 28°0′E / 37.033°N 28.000°E  | البحر الأبيض المتوسط        | 18 km.بحر إيجة                                                                                        |
| 36°48′N 28°0′E / 36.800°N 28.000°E | تركيا                       | 10 km. Datça Peninsula                                                                                |
| 36°34′N 28°0′E / 36.567°N 28.000°E | البحر الأبيض المتوسط        | 43 km بحر إيجة                                                                                        |
| 36°22′N 28°0′E / 36.367°N 28.000°E | اليونان                     | Island of رودس (جزيرة)                                                                                |
| 36°3′N 28°0′E / 36.050°N 28.000°E  | البحر الأبيض المتوسط        | |
| 31°5′N 28°0′E / 31.083°N 28.000°E  | مصر                         | |
| 22°0′N 28°0′E / 22.000°N 28.000°E  | السودان                     | |
| 10°10′N 28°0′E / 10.167°N 28.000°E | أبيي                        | Area controlled by السودان, and claimed by جنوب السودان                                               |
| 9°25′N 28°0′E / 9.417°N 28.000°E   | جنوب السودان                | |
| 4°33′N 28°0′E / 4.550°N 28.000°E   | جمهورية الكونغو الديمقراطية | |
| 12°20′S 28°0′E / 12.333°S 28.000°E | زامبيا                      | The border with Zimbabwe is in بحيرة كاريبا                                                           |
| 16°53′S 28°0′E / 16.883°S 28.000°E | زيمبابوي                    | |
| 21°33′S 28°0′E / 21.550°S 28.000°E | بوتسوانا                    | |
| 22°56′S 28°0′E / 22.933°S 28.000°E | جنوب إفريقيا                | ليمبوبو الشمالية الغربية خاوتينغ - passing through جوهانسبرغ, west of the city centre فري ستيت        |
| 28°52′S 28°0′E / 28.867°S 28.000°E | ليسوتو                      | |
| 30°39′S 28°0′E / 30.650°S 28.000°E | جنوب إفريقيا                | كيب الشرقية                                                                                           |
| 32°57′S 28°0′E / 32.950°S 28.000°E | المحيط الهندي               | |
| 60°0′S 28°0′E / 60.000°S 28.000°E  | المحيط الجنوبي              | |
| 69°52′S 28°0′E / 69.867°S 28.000°E | القارة القطبية الجنوبية     | أرض الملكة مود, المطالب الإقليمية بالقارة القطبية الجنوبية by النرويج                                 |